# Tom Kiely
Thomas Francis "Tom" Kiely (Ballyneal, Tipperary, Irlanda, 25 d'agost de 1869 - Carrick-on-Suir, 6 de novembre de 1951) va ser un atleta irlandès que va competir a cavall del segle xix i el segle xx.
El 1904 va prendre part en els Jocs Olímpics de Saint Louis, on guanyà la medalla d'or en la competició del decatló del programa d'atletisme, en superar als estatunidencs Adam Gunn i Truxton Hare.
Nacionalista irlandès convençut refusà que el Comitè Olímpic Britànic li pagués el viatge als Estats Units, tot i que la medalla és comptabilitzada pel Regne Unit en no ser la República d'Irlanda un país independent en aquell moment.